# شبح الأوبرا (فلم 2004)
شبح الأوبرا (بالإنجليزية: Phantom of the Opera) فيلم بريطاني أنتجه الملحن أندرو لويد ويبر سنة 2004, وهو مأخوذ عن رواية فرنسية تحمل نفس الاسم. صدرت بين 1909 و1910 ومن تأليف غاستون ليرو. الفيلم من إخراج جوال شوماخر وبطولة جيرارد بتلر، إيمي روسومو باتريك ويلسون.

## طاقم التمثيل
- جيرارد بتلر في دور الشبح
- إيمي روسوم في دور كريستين داي
- باتريك ويلسون في دور فيكتور

## وصلات خارجية
- مقالات تستعمل روابط فنية بلا صلة مع ويكي بيانات

## مواضيع ذات صلة
رواية شبح الأوبرا